# 1951 în film
- 1950 în cinematografie — 1951 în cinematografie — 1952 în cinematografie

## Premiere românești
- Viața învinge regia Dinu Negreanu

## Filmele cu cele mai mari încasări [SUA]
| #   | Titlu                           | Studio          | Actori | Încasări SUA |
| --- | ------------------------------- | --------------- | --- | ------------ |
| 1.  | Quo Vadis                       | MGM             | Robert Taylor, Deborah Kerr, Peter Ustinov, Leo Genn, Patricia Laffan, Finlay Currie                                     | $11,902,000  |
| 2.  | Alice in Wonderland*            | Disney          | Kathryn Beaumont, Ed Wynn, Jerry Colonna, Richard Haydn, Sterling Holloway, Verna Felton, J. Pat O'Malley, Heather Angel | $7,196,000   |
| 3.  | Show Boat                       | MGM             | Kathryn Grayson, Howard Keel, Ava Gardner, William Warfield, Marge Champion, Gower Champion, Agnes Moorehead             | $5,533,000   |
| 4.  | A Streetcar Named Desire        | Warner Brothers | Vivien Leigh, Marlon Brando, Karl Malden, Kim Hunter                                                                     | $4,800,000   |
| 5.  | David and Bathsheba             | Fox             | Gregory Peck, Susan Hayward                                                                                              | $4,720,000   |
| 6.  | An American in Paris            | MGM             | Gene Kelly, Leslie Caron, Oscar Levant, Georges Guétary, Nina Foch                                                       | $4,531,000   |
| 7.  | The African Queen               | United Artists  | Humphrey Bogart, Katharine Hepburn                                                                                       | $4,300,000   |
| 8.  | A Place in the Sun              | Paramount       | Montgomery Clift, Elizabeth Taylor, Shelley Winters, Raymond Burr                                                        | $4,213,000   |
| 9.  | Strangers on a Train            | Warner Brothers | Farley Granger, Robert Walker                                                                                            | $3,800,000   |
| 10. | Pandora and the Flying Dutchman | MGM             | Ava Gardner, James Mason                                                                                                 | $3,500,000   |

(*) După relansare cinematografică.

## Premii

### Oscar
- Cel mai bun film:
- Cel mai bun regizor:
- Cel mai bun actor:
- Cea mai bună actriță:
- Cel mai bun film străin:

Articol detaliat: Oscar 1951

### BAFTA
- Cel mai bun film:
- Cel mai bun actor:
- Cea mai bună actriță:
- Cel mai bun film străin: